# 莫桑脊頜鯛
莫桑脊頜鯛（学名：Wattsia mossambica），又名莫桑鼻克鯛、鯛仔，為輻鰭魚綱鱸形目鱸亞目龍占魚科的其中一種，分布於印度西太平洋區，從東非至薩摩亞群島，北起日本、南迄澳洲、新喀里多尼亞海域，棲息深度100-180公尺，本魚體色為銀色或灰色，體具模糊的黑色斑點或條紋，嘴唇是白色至黃色，魚鰭是黃色，背鰭軟條，臀鰭和尾鰭上具淡褐色斑點，背鰭硬棘10枚;背鰭軟條10枚;臀鰭硬棘3枚;臀鰭軟條10枚，體長可達55公分，生活在大陸棚，屬肉食性，以魚類及無脊椎動物等為食，可作為食用魚。